# Ганновер-Алем (концентрационный лагерь)
Концлагерь Ганновер-Алем (нем. KZ-Außenlager Hannover-Ahlem) — концентрационный лагерь, располагавшийся в районе Алем (нем. Ahlem) города Ганновер. Лагерь был построен как филиал (нем. KZ-Außenlager) лагеря Нойенгамме и являлся одним из 7 концентрационных лагерей Ганновера в период Третьего рейха. В лагере находились среди прочих узники польского, русского, датского и еврейского происхождения.

## История
Планы по созданию концлагеря появились в 1943 году в результате усиления воздушных бомбардировок Ганновера со стороны Антигитлеровской коалиции во время Второй мировой войны. Причиной строительства послужило то, что заводу Continental AG, который производил необходимые для войны покрышки для самолетов и детали противогазов, требовались подземные убежища. В конце ноября 1944 года СС приступило к строительству лагеря.
Первые 100 заключенных были переведены в лагерь в ноябре 1944 года из близлежащего концентрационного лагеря Ганновер-Штокен (нем. KZ-Außenlager Hannover-Stöcken (Continental)). Вскоре после этого еще 840 поступили из того же лагеря. 26 марта 1945 были переведены еще 340 человек из концентрационного лагеря Хильдесхайм (нем. KZ-Außenlager Hildesheim).
6 апреля 1945 года началась эвакуация концлагеря. 600 заключенных были отправлены маршем смерти в лагерь Берген-Бельзен (нем. KZ Bergen-Belsen). Пережившие марш достигли концлагеря 8 апреля и были освобождены несколькими днями позже британскими солдатами. 250 заключенных, которые были не в состоянии участвовать в марше, были оставлены в лагере в Алеме и были освобождены американскими солдатами 10 апреля.

## Условия содержания
Лагерь был окружен колючей проволокой. На территории находилось пять построек: два барака для проживания, санитарная часть, прачечная и туалеты.
Узники концлагеря работали в шахтах по 12 часов в день при температуре около 10 °C и 85 процентах влажности воздуха. Смертность в лагере была самой высокой из всех семи лагерей Ганновера и в разное время достигала от 22 до 44 человек в неделю.

## Судебный процесс
В апреле 1947 в Гамбурге начался судебный процесс против СС-персонала концентрационного лагеря. Комендант лагеря был приговорен к 15 годам заключения, которые были позже уменьшены до 10 лет. Обершарфюрер СС был приговорен к одному году заключения. Двое капо лагеря были приговорены к пожизненному заключению. В 1975-76 году ответственный за дисциплину в лагере (нем. Lagerältesten) был приговорен к пожизненному заключению, но был освобожден в 1982 году по состоянию здоровья.

## Мемориал
В 1994 году на месте лагеря был открыт мемориал.

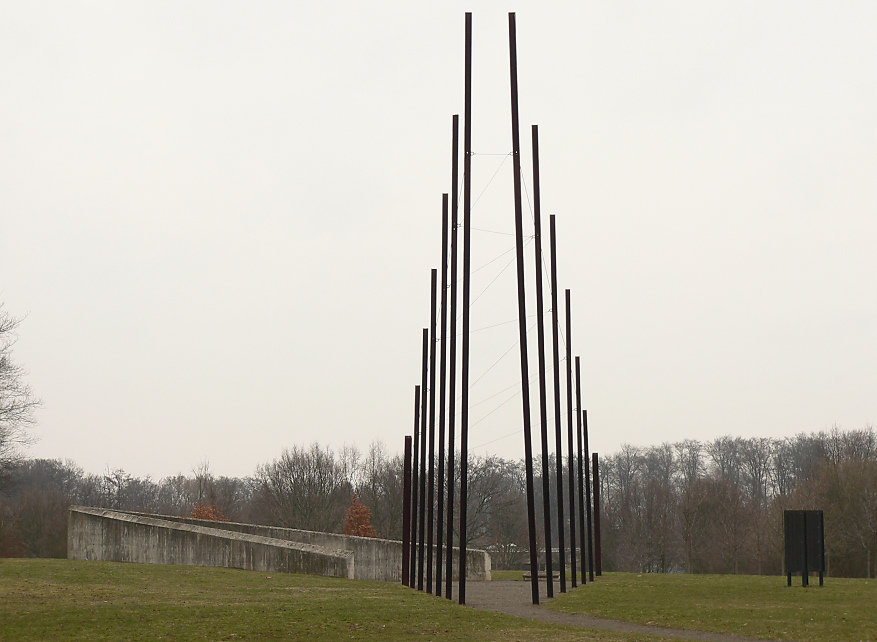
Мемориал
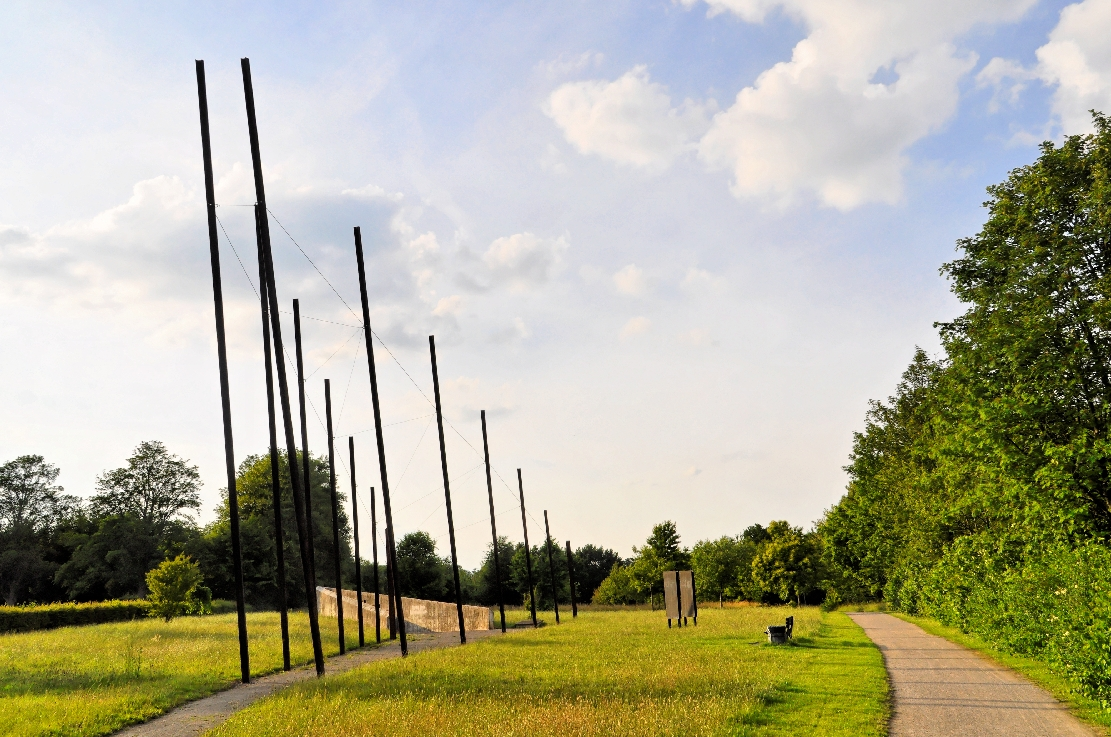
Территория мемориала
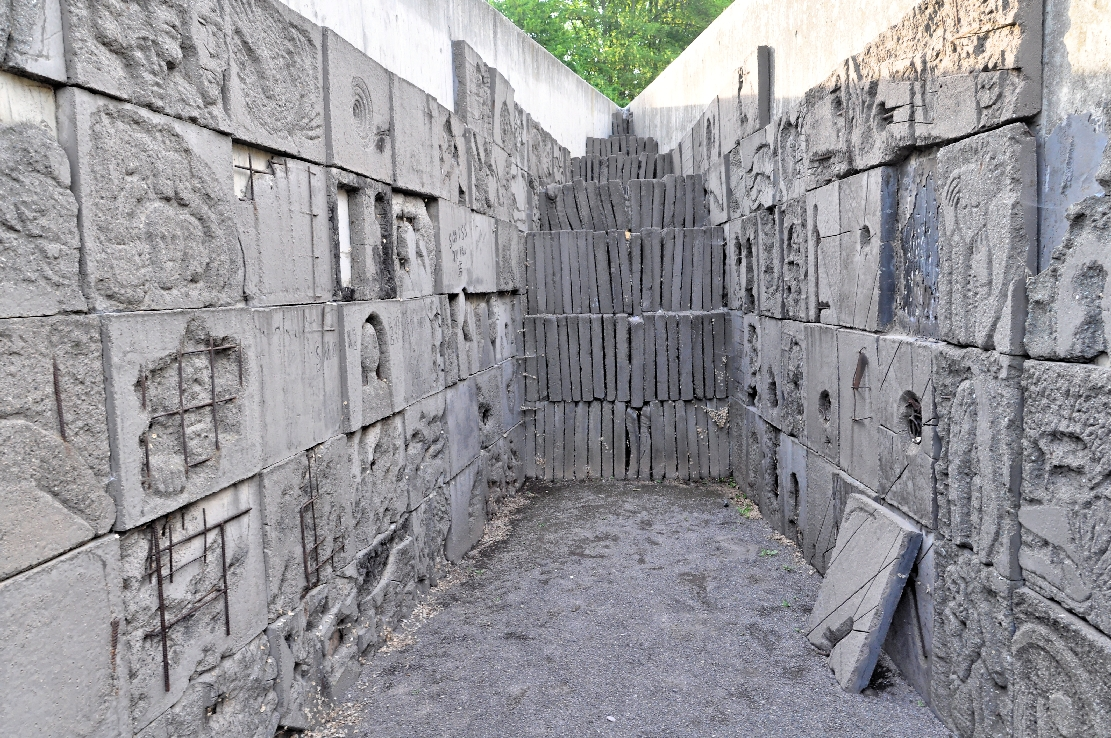
Шахта